# Indianapolis 500 1989

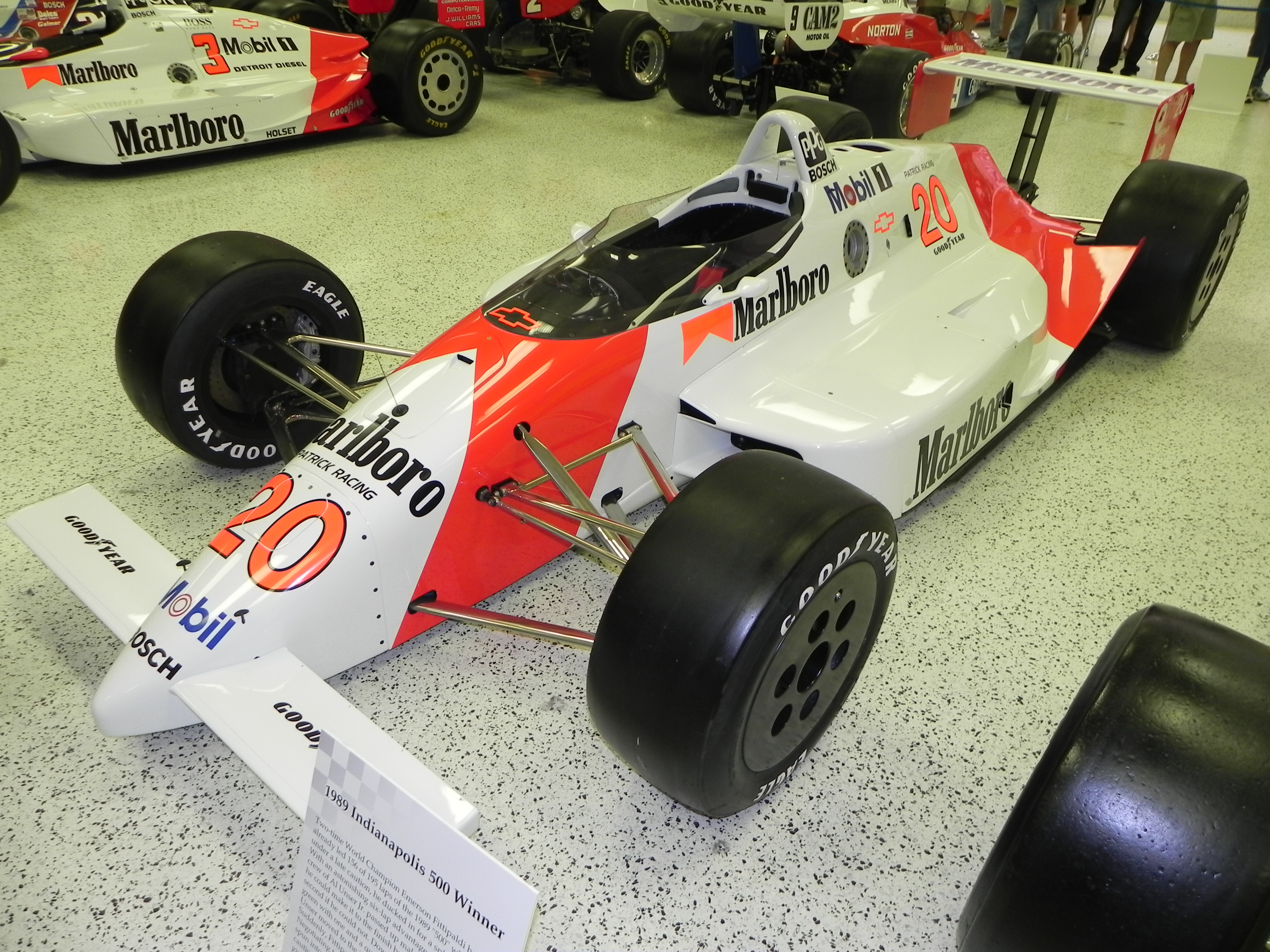
Emerson Fittipaldis vinnarbil utställd på Indianapolis Motor Speedway Museum.

Indianapolis 500 1989 var ett race som kördes den 28 maj på Indianapolis Motor Speedway och var den 73:e upplagan av tävlingen.

## Tävlingen
Rick Mears tog ännu en pole position för Indianapolis 500, men tvingades bryta med motorproblem, liksom Michael Andretti. Det blev istället en batalj mellan Emerson Fittipaldi och Al Unser Jr. om segern. Unser hade tillsammans med Galles Racing chansat på att bränslet skulle räcka till mål, och ledde när Fittipaldi kom ikapp. Duon kolliderade med mindre än två varv kvar, och Unser for in i muren, men klarade sig oskadd. Efter loppet applåderade Unser Fittipaldi när denne körde förbi, trots incidenten, vilket gav Unser en status som en stor gentleman även i förlorade fall.

## Slutresultat[1]
| Plats | Förare             | Grid | Kvalfart |
| ----- | ------------------ | ---- | -------- |
| 1     | Emerson Fittipaldi | 3    | 222,239  |
| 2     | Al Unser Jr.       | 8    | 218,642  |
| 3     | Raul Boesel        | 9    | 218,225  |
| 4     | Mario Andretti     | 5    | 220,485  |
| 5     | A.J. Foyt          | 10   | 217,135  |
| 6     | Scott Brayton      | 6    | 220,458  |
| 7     | Davy Jones         | 31   | 214,279  |
| 8     | Rich Vogler        | 33   | 213,238  |
| 9     | Bernard Jourdain   | 20   | 213,195  |
| 10    | Scott Pruett       | 17   | 213,955  |
| 11    | John Jones         | 25   | 214,028  |
| 12    | Billy Vukovich III | 30   | 216,698  |
| 13    | Ludwig Heimrath    | 18   | 213,878  |
| 14    | Rocky Moran        | 28   | 214,212  |
| 15    | Derek Daly         | 24   | 214,237  |
| 16    | Tero Palmroth      | 16   | 214,203  |
| 17    | Michael Andretti   | 21   | 218,774  |
| 18    | Dominic Dobson     | 29   | 213,590  |
| 19    | Jim Crawford       | 4    | 221,450  |
| 20    | Didier Theys       | 19   | 213,120  |
| 21    | Arie Luyendyk      | 15   | 214,883  |
| 22    | Pancho Carter      | 32   | 214,067  |
| 23    | Rick Mears         | 1    | 223,885  |
| 24    | Al Unser           | 2    | 223,471  |
| 25    | John Andretti      | 12   | 215,611  |
| 26    | Bobby Rahal        | 7    | 219,530  |
| 27    | Tom Sneva          | 22   | 218,396  |
| 28    | Danny Sullivan     | 26   | 216,027  |
| 29    | Randy Lewis        | 11   | 216,494  |
| 30    | Teo Fabi           | 13   | 215,563  |
| 31    | Gordon Johncock    | 31   | 215,072  |
| 32    | Kevin Cogan        | 27   | 214,569  |
| 33    | Gary Bettenhausen  | 14   | 215,230  |

Följande förare missade att kvalificera sig:
- Tony Bettenhausen Jr.
- Tony Bigelow
- Steve Butler
- Steve Chassey
- Dale Coyne
- Dick Ferguson
- Stan Fox
- Michael Greenfield
- Scott Harrington
- Phil Krueger
- Buddy Lazier
- Bobby Olivero
- Steve Saleen
- Johnny Parsons
- John Paul Jr.
- Johnny Rutherford